# رالف جيبسون
رالف جيبسون (بالإنجليزية: Ralph Gibson)‏ هو فنان وموسيقي ومصور وصحفي وكاتب أمريكي، ولد في 16 يناير 1939 في لوس أنجلوس في الولايات المتحدة.

## وصلات خارجية
- الموقع الرسمي
- رالف جيبسون على موقع الموسوعة البريطانية (الإنجليزية)
- رالف جيبسون على موقع ميوزك برينز (الإنجليزية)
- رالف جيبسون على موقع ديسكوغز (الإنجليزية)